# Nibris
Nibris é uma empresa desenvolvedora de jogos de video game localizada em Cracóvia, Polônia. A empresa enfoca o desenvolvimento de jogos para os sistemas da Nintendo.

## projetos anunciados
- Sadness (Wii)
- The Children of the Night  (Nintendo DS)
- ROTR (Wii, Nintendo DS)
- Double Bloob  (Wii, Nintendo DS)

## Ligações Externas
- Site Oficial(desativado)